# يوفنتوس موسم 2007–08
كان موسم 2007–08 هو الموسم الـ110 لنادي يوفنتوس لكرة القدم منذ إنشائه وأول موسم يعود فيه إلى دوري الدرجة الأولى الإيطالي لكرة القدم.